# Heilige Drei Könige (Frauenbiburg)

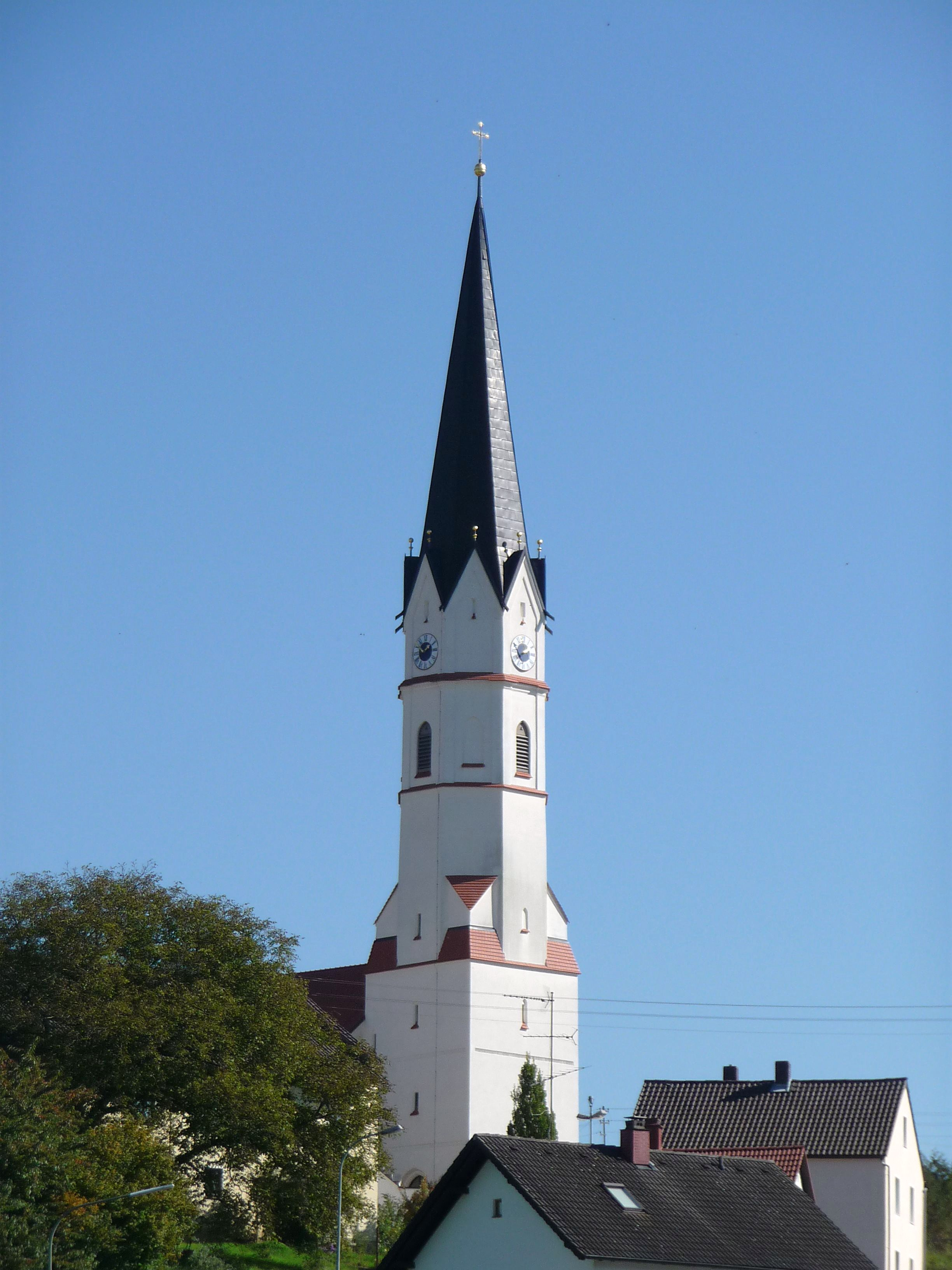
Heilige Drei Könige in Frauenbiburg

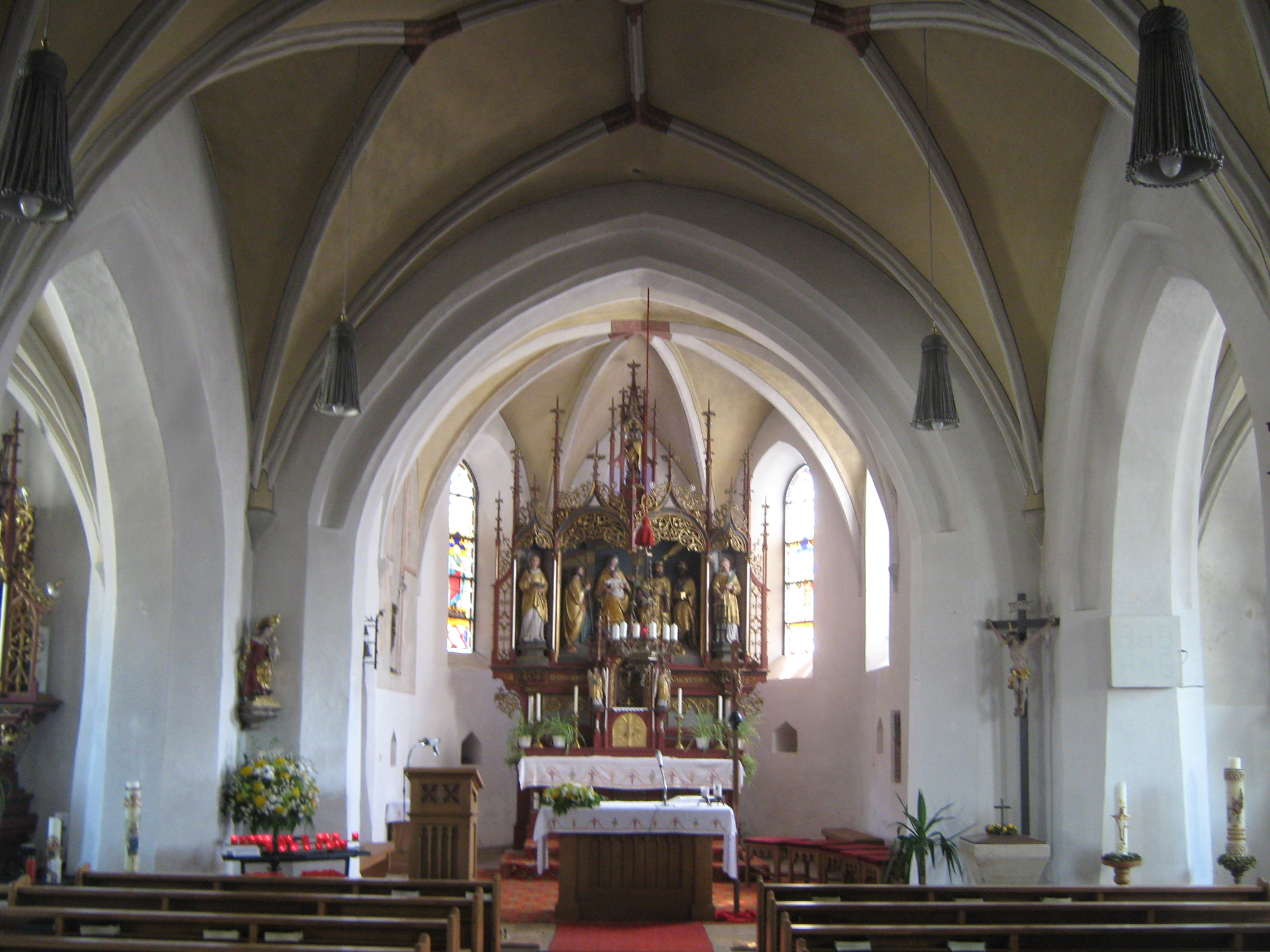
Innenraum

Die römisch-katholische Filialkirche Heilige Drei Könige steht in Frauenbiburg, einem Gemeindeteil der Stadt Dingolfing im Landkreis Dingolfing-Landau. Sie ist in der Liste der Baudenkmäler in Dingolfing unter der Nummer D-2-79-112-94 eingetragen. Die Kirche gehört zum Dekanat Dingolfing-Eggenfelden im Bistum Regensburg.

## Beschreibung
Die ursprüngliche gotische Saalkirche aus dem 14. Jahrhundert, die aus dem Langhaus zu drei Jochen, dem eingezogenen, dreiseitig geschlossenen Chor zu einem Joch mit Fünfachtelschluss im Osten und dem Kirchturm auf quadratischem Grundriss im Westen bestand, wurde in der Mitte des 15. Jahrhunderts durch Anfügung von Seitenschiffen zur dreischiffigen Pseudobasilika erweitert. Die oberen achteckigen Geschosse des Kirchturms wurden 1768/69 nach einem Brand erneuert. Darauf wurde 1877 der spitze Helm aufgesetzt.
Im Innenraum sind das Mittelschiff und die beiden Seitenschiffe durch spitzbogige Arkaden getrennt. Ein Chorbogen trennt das Mittelschiff vom Chor. Das Mittelschiff ist mit einem Kreuzrippengewölbe überspannt, die Seitenschiffe haben Sterngewölbe.